# Koumpentoum (Département)

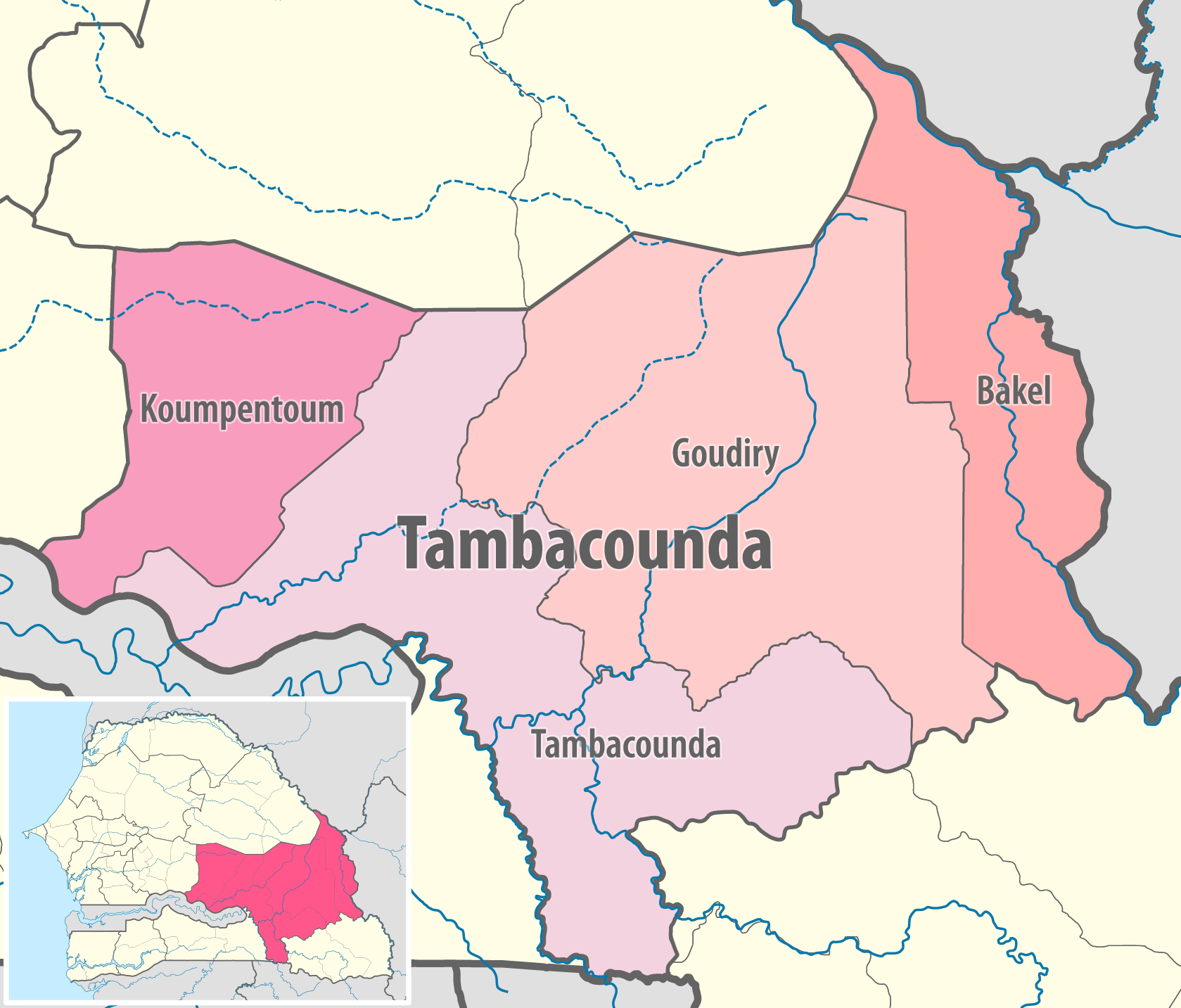
Département Koumpentoum in der Region Tambacounda

Das Département Koumpentoum ist eines von 45 Départements, in die der Senegal, und eines von vier Départements, in die die Region Tambacounda gegliedert ist. Es liegt im Südosten des Senegal mit der Hauptstadt Koumpentoum.
Das Département Koumpentoum war bis 2008 als Arrondissement de Koumpentoum Teil des Départements Tambacounda und hatte als solches eine Fläche von 6420 km². Bei der Ausgliederung als eigenständiges Département wurde dieses um die Fläche der an der Grenze zu Gambia gelegenen Communauté rurale Kahène mit rund 310 km² erweitert, müsste rechnerisch also rund 6730 km² umfassen. Allerdings wird die Fläche des Départements Koumpentoum im regionalen statistischen Bericht 2014 mit nur 6471 km² angegeben. Es gliedert sich wie folgt in Arrondissements, Kommunen (Communes) und Landgemeinden (Communautés rurales):
| Commune / Arrondissement | Communauté rurale | Einwohner 2013 |
| Koumpentoum (2008)       | —                 | 10.022         |
| Malem Niani (2008)       | —                 | 2.079          |
| Bamba Thialène (2008)    | Bamba Thialène    | 15.782         |
| Bamba Thialène (2008)    | Kahène            | 15.288         |
| Bamba Thialène (2008)    | Mereto            | 13.296         |
| Bamba Thialène (2008)    | Ndame             | 9.736          |
| Kouthiaba Wolof (2008)   | Kouthiaba Gaydi   | 10.661         |
| Kouthiaba Wolof (2008)   | Kouthiaba Wolof   | 19.455         |
| Kouthiaba Wolof (2008)   | Pass Koto         | 12.413         |
| Kouthiaba Wolof (2008)   | Payar             | 19.700         |
| Département              | —                 | 128.433        |